# Fimbristylis rara
Fimbristylis rara är en halvgräsart som beskrevs av Robert Brown. Fimbristylis rara ingår i släktet Fimbristylis och familjen halvgräs. Inga underarter finns listade i Catalogue of Life.